# Cải cách tiền lương ở Liên Xô, 1956–1962

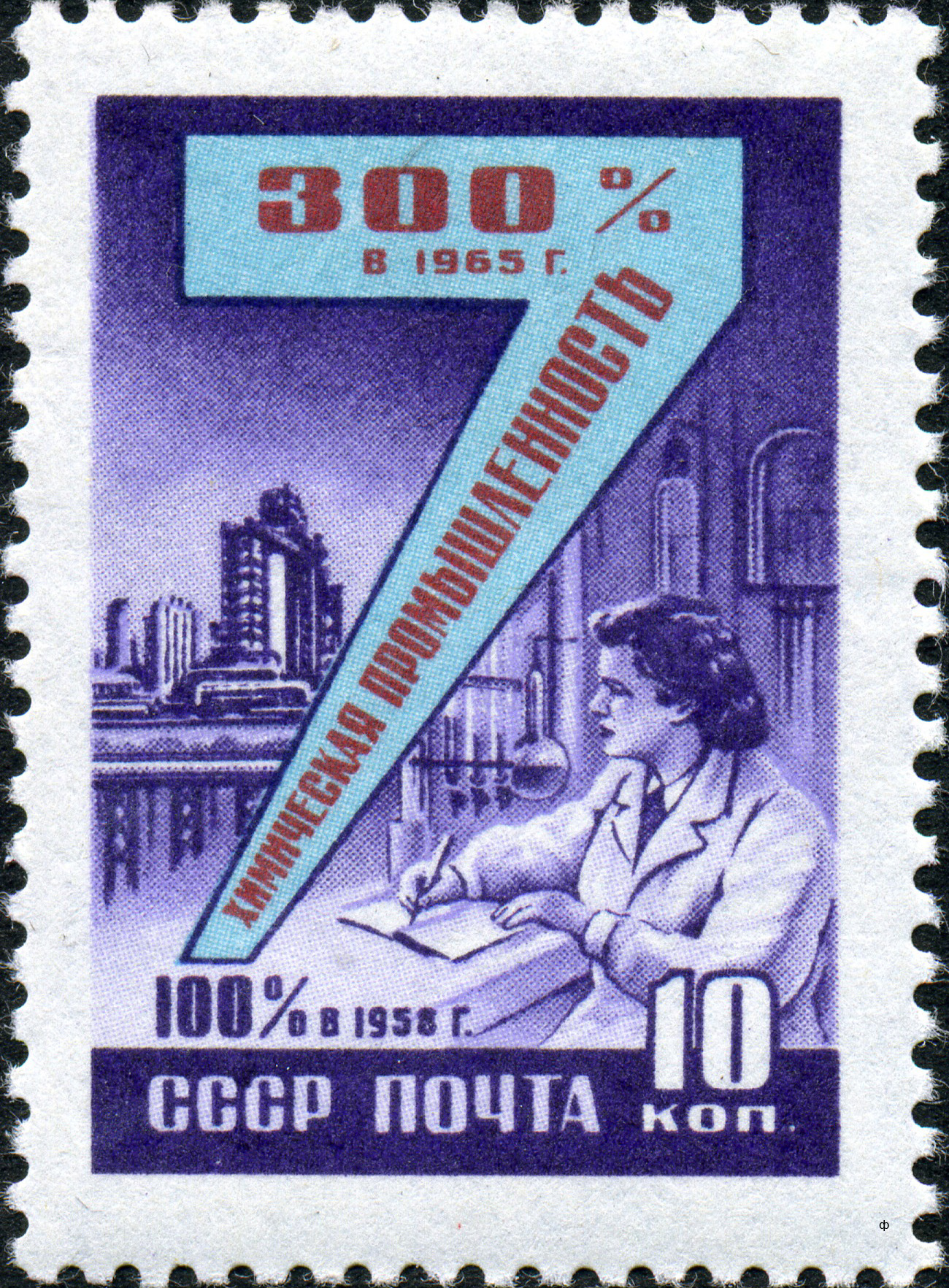
A Soviet postage stamp from 1959. The stamp celebrates growth in the chemical industry.

Trong thời kỳ của Khrushchev, đặc biệt từ năm 1956 đến 1962, Liên Xô đã cố gắng thực hiện các cải cách lớn về tiền lương nhằm thay đổi tư duy của người lao động công nghiệp Liên Xô khỏi tư duy vượt quá chỉ tiêu đã đặc trưng cho nền kinh tế Liên Xô trong thời kỳ Stalin và hướng tới một hệ thống khuyến khích tài chính hiệu quả hơn.

## Bối cảnh

### Hệ Thống
Trong thời kỳ Stalin, Liên Xô đã cố gắng đạt được tăng trưởng kinh tế thông qua việc tăng cường sản xuất công nghiệp. Vào năm 1927-1928, tổng sản xuất của các hàng hóa của Liên Xô đạt 6 tỷ rúp, nhưng đến năm 1932, sản xuất hàng năm đã tăng lên 23.1 tỷ rúp. Nhà máy và doanh nghiệp công nghiệp được khuyến khích tích cực "đạt được mọi giá", với sự nhấn mạnh mạnh mẽ đặt vào việc vượt quá các mục tiêu đã nêu ra để sản xuất càng nhiều càng tốt. Ví dụ, khẩu hiệu cho Kế hoạch Năm Năm đầu tiên, "Kế hoạch Năm Năm trong Bốn Năm!", kêu gọi người lao động hoàn thành các mục tiêu của nhà nước sớm hơn dự kiến một năm.
Sản xuất cấp bách và vội vã rất phổ biến trong công nghiệp Liên Xô, và đặc biệt là quá trình được gọi là "storming" (tiếng Nga: штурмовщина, phát âm là shturmovshchina) đã lây lan rộng rãi; điều này liên quan đến các chương trình khẩn cấp trong đó nhà máy cố gắng thực hiện toàn bộ chỉ tiêu sản xuất hàng tháng của họ trong một khoảng thời gian rất ngắn. Điều này thường là kết quả của thiếu hụt nguyên liệu công nghiệp khiến nhà máy không có nguồn lực để hoàn thành sản xuất cho đến khi hàng tồn kho mới đến vào cuối tháng. Các công nhân sau đó làm việc càng nhiều giờ càng tốt để đáp ứng mục tiêu sản xuất hàng tháng đúng thời hạn; điều này làm cho họ kiệt sức và không thể làm việc vào đầu tháng sau (mặc dù việc thiếu hụt nguyên liệu khiến cho lúc này họ cũng không có gì để sản xuất).
Nhằm khuyến khích các công nhân làm việc chăm chỉ và sản xuất càng nhiều càng tốt, hầu hết người lao động ở Liên Xô được trả tiền theo hệ thống tính theo số lượng sản phẩm hoàn thành; mức lương của họ phụ thuộc vào mức công việc họ thực hiện cá nhân. Người lao động Liên Xô được giao chỉ tiêu cá nhân cho số lượng công việc họ nên hoàn thành và họ sẽ nhận được mức lương cơ bản (stavka) nếu hoàn thành đúng 100% chỉ tiêu của họ. Mức lương cho công việc sẽ tăng khi sản xuất vượt quá mức này. Nếu một công nhân sản xuất 120% của chỉ tiêu cá nhân của mình trong tháng (ví dụ, nếu anh ta nên sản xuất 1.000 sản phẩm, nhưng thực tế sản xuất 1.200) thì anh ta sẽ nhận được mức lương cơ bản cho 100% đầu tiên, một mức lương cao hơn cho 10% đầu tiên của sự vượt quá và một mức lương cao hơn nữa cho 10% tiếp theo. Các nhà chức trách Liên Xô hy vọng điều này sẽ khuyến khích tinh thần Stakhanovite, tức là vượt quá chỉ tiêu, trong số lực lao động Liên Xô. Vào năm 1956, khoảng 75% người lao động Liên Xô được trả tiền dựa trên hệ thống tính theo số lượng sản phẩm hoàn thành, do đó, đa số người lao động Liên Xô có thể tăng đáng kể thu nhập của họ bằng cách tăng sản lượng sản phẩm.
Tỷ lệ lương trung bình ở Liên Xô được công bố khá ít thường xuyên. Một số học giả ở phương Tây tin rằng điều này là do chính phủ Liên Xô muốn che giấu mức thu nhập trung bình thấp. Alec Nove viết vào năm 1966 (khi số liệu về tiền lương được công bố lần đầu tiên kể từ Thế chiến thứ hai) rằng việc không minh bạch về lương trung bình nhằm ngăn người lao động Liên Xô khám phá ra sự chênh lệch lớn tồn tại giữa các mức lương trong các ngành kinh tế Liên Xô khác nhau.

## Tham Khảo
1. ↑  Robinson (2002), page 38
2. ↑  Time (1933)
3. 1 2 3  Smith (1976), page 286
4. ↑  Fearn (1963), page 7
5. ↑  Filtzer (1992), page 93
6. ↑  Nove (1966), page 212